# Пеетер Аллік
Пее́тер А́ллік (ест. Peeter Allik; 28 червня 1966, Пилтсамаа — 31 грудня 2019) —  естонський художник і графік.

## Біографія
Народився 28 червня 1966 в місті Пилтсамаа (повіт Йиґевамаа, Естонія).
З 1987 по 1993 рік Пеетер Аллік вивчав живопис і графіку в Тартуській художній школі, Тартуському університеті та Естонській академії мистецтв.
Закінчив Тартуський університет.

## Творчість і нагороди
Аллік почав виставки у другій половині 1980-х років (олійний живопис). У 1990-х роках став дуже продуктивним художником, підтримавши хвилю «неопоп» на початку десятиліття і другий прихід сюрреалізму в 2-й половині 90-х.
Працює в  сюрреалістичній тематиці в чорно-білій дактилоскопічній манері.
У 1997 р. став першим лауреатом Премії Адо Ваббе, заснованої в пам'ять одного з вождів модернізму в естонському живописі Адо Ваббе.
У 2002 отримав гран-прі на VIII міжнародній бієнале країн Балтійського моря в Калінінграді.
У 2003 і 2006 роках відбулися персональні виставки Пеетера Алліка в Санкт-Петербурзі в залах Номі.
У 2006 р. премія III Санкт-Петербурзької бієнале графіки, ЦВЗ Манеж (Санкт-Петербург).
У 2007 р. участь в II графічному салоні «Любитель естампів» як почесний гість, ЦВЗ Манеж (Санкт-Петербург).
У 2011 р. учасник проекту «графічний triП» (колекція К. Авелева) Малий Манеж (Санкт-Петербург).

### Виставки та назви робіт
- «Erastamisdokumentide põletamine»
- «Kalmer ja surm»
- «Kes meist siis ei tahaks olla Peeter Allik»
- «Kusev kasakas»
- «Konkreetsed lahendused»
- «Maha valitsus, president käigu persse»
- «Meie kontseptsioon on filosoofia»
- «Mina»
- «Radikaalselt korrektne»
- «Seksikas saabas»
- «Tarbetud nüansid»
- «Vaikust lõhestas vali kärgatus»
- «ÜRO»
- «XX sajandi saladused»
- «Peeter Allik. Kultiveeritud skisofreenia» Tartu Kunstimuuseumis

### Характеристика творчості
Протягом багатьох років особливістю робіт Алліка є мережа приголомшливих і чорних смуг.
Його графічне і живописне мистецтво відображається має гострий соціальний нерв, реагуючи на політичні і соціальні зрушення в суспільстві, але Аллік робить це через своєрідний гумор і гротеск.

## Особисте життя
Пеетер Аллік живе в селі Лаасме в муніципалітет Пуурмані, округ Йигева.

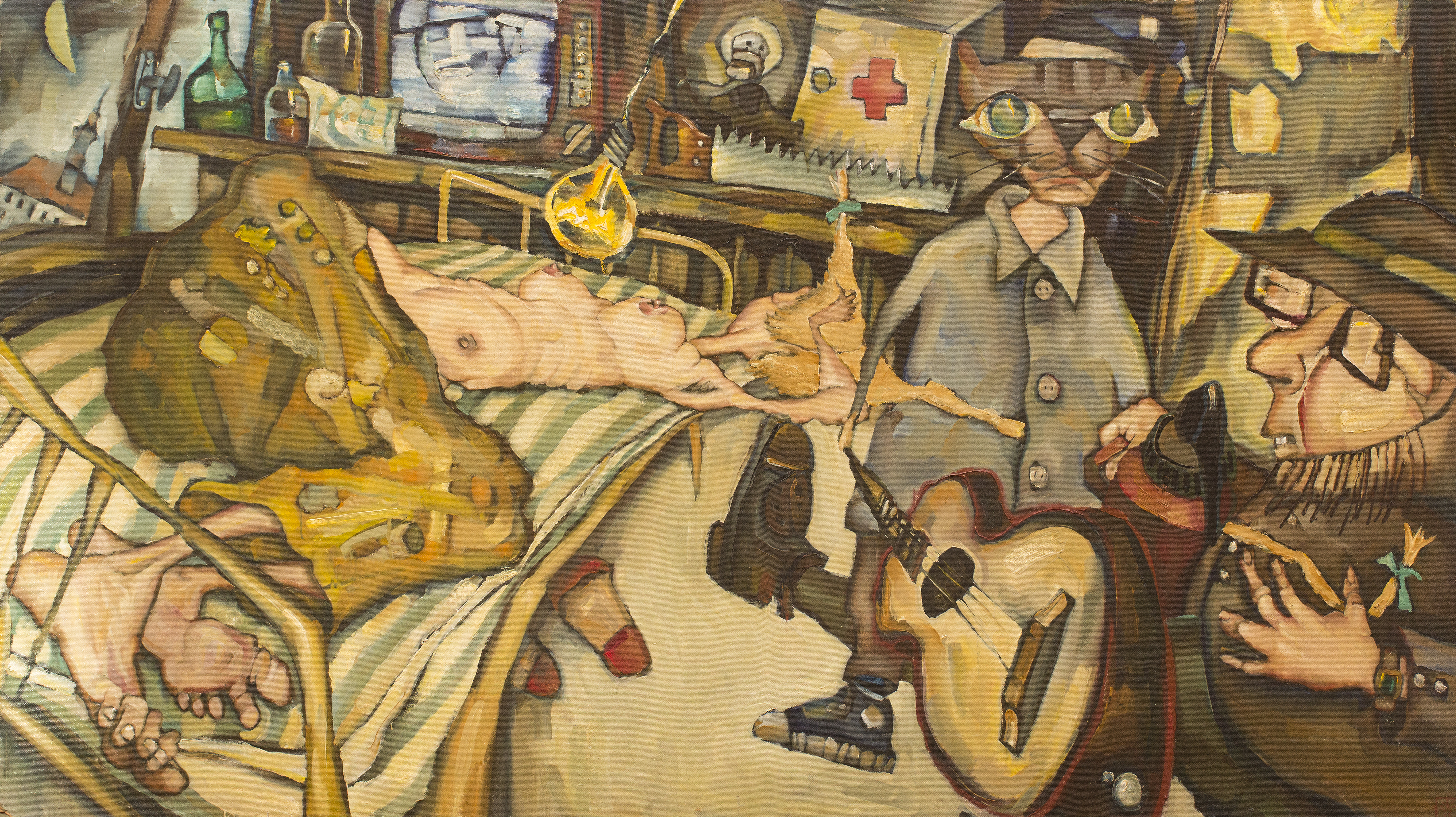
"Mardipäev", 1989
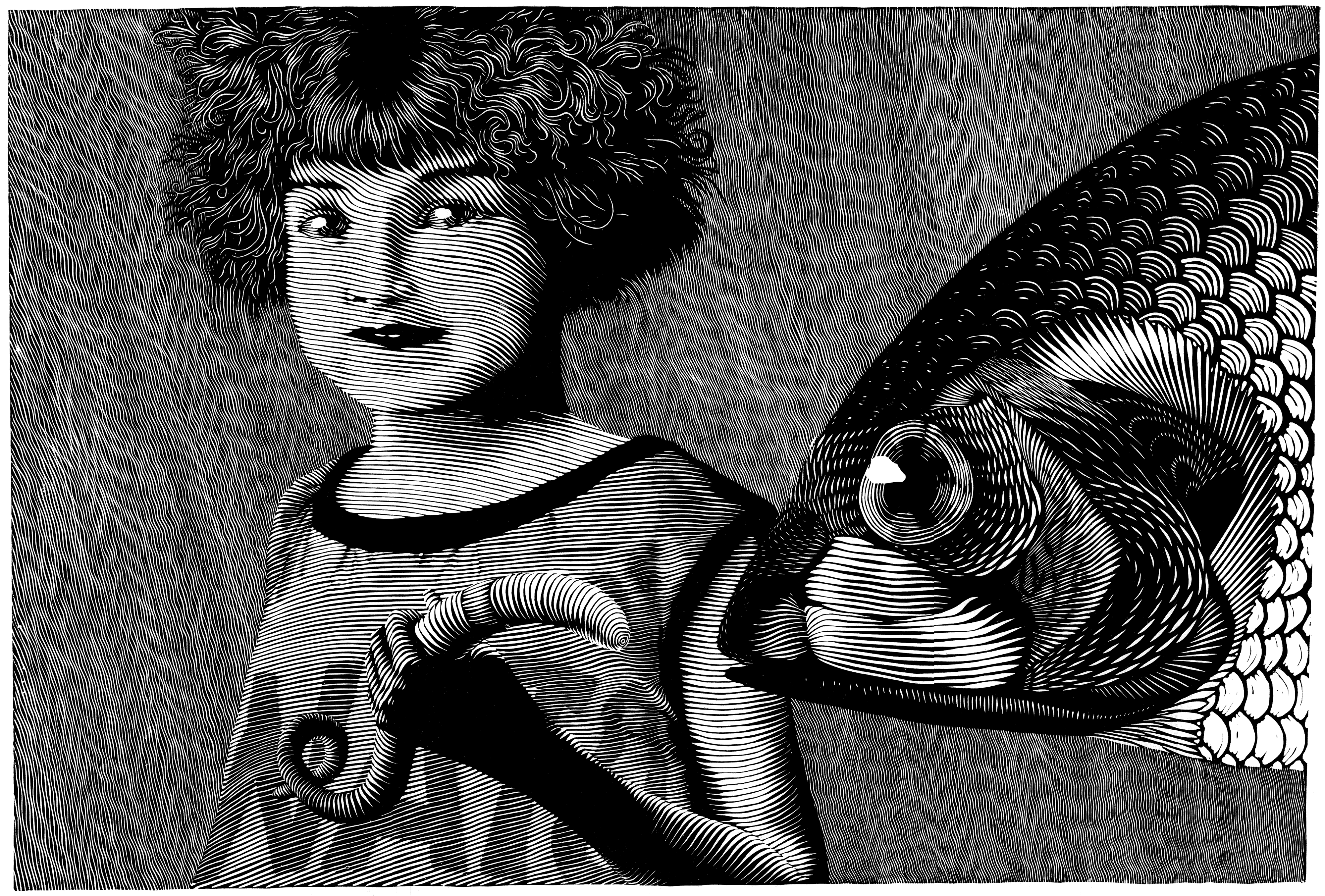
"Nato", 1996
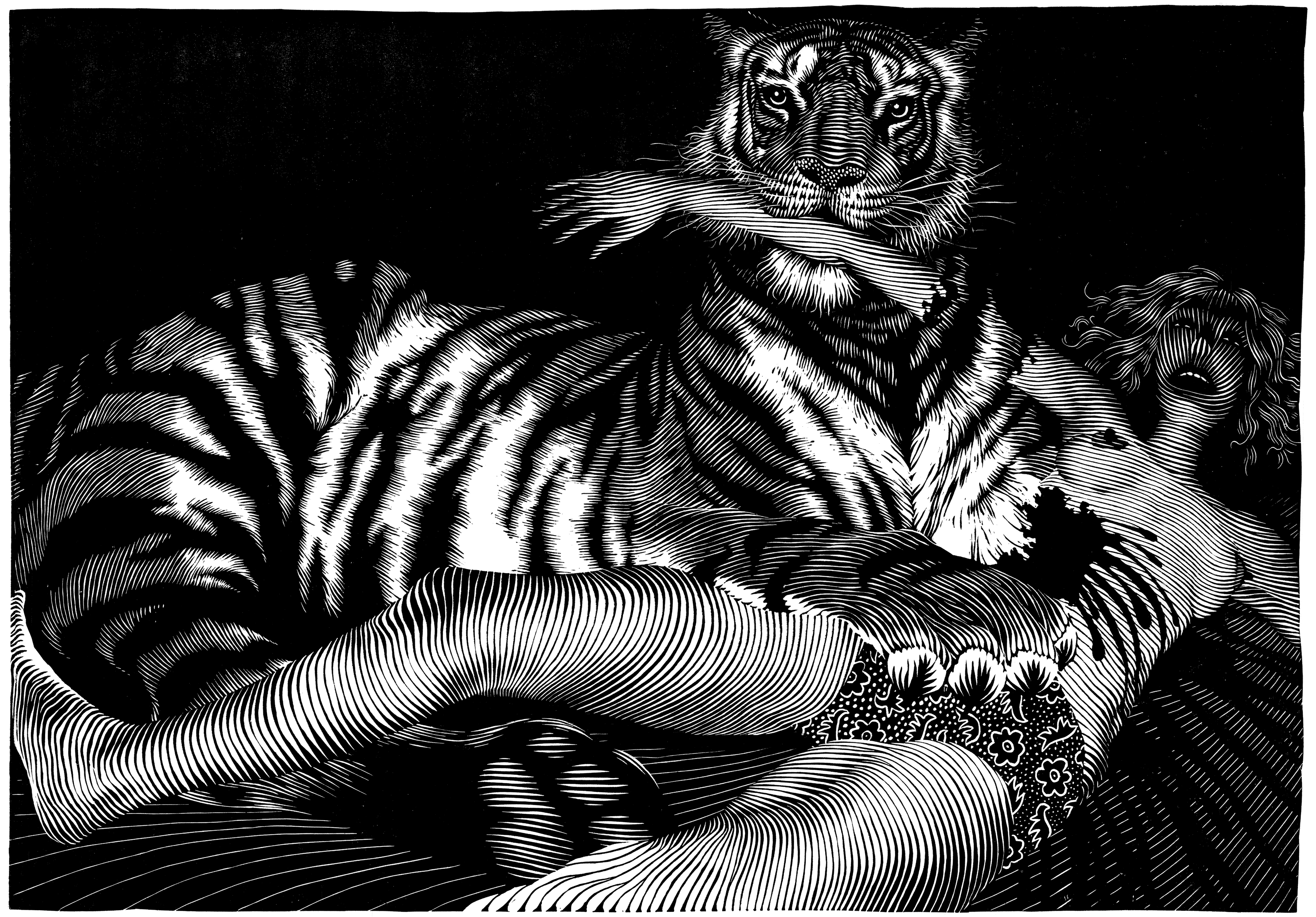
"Melanhoolia", 1999
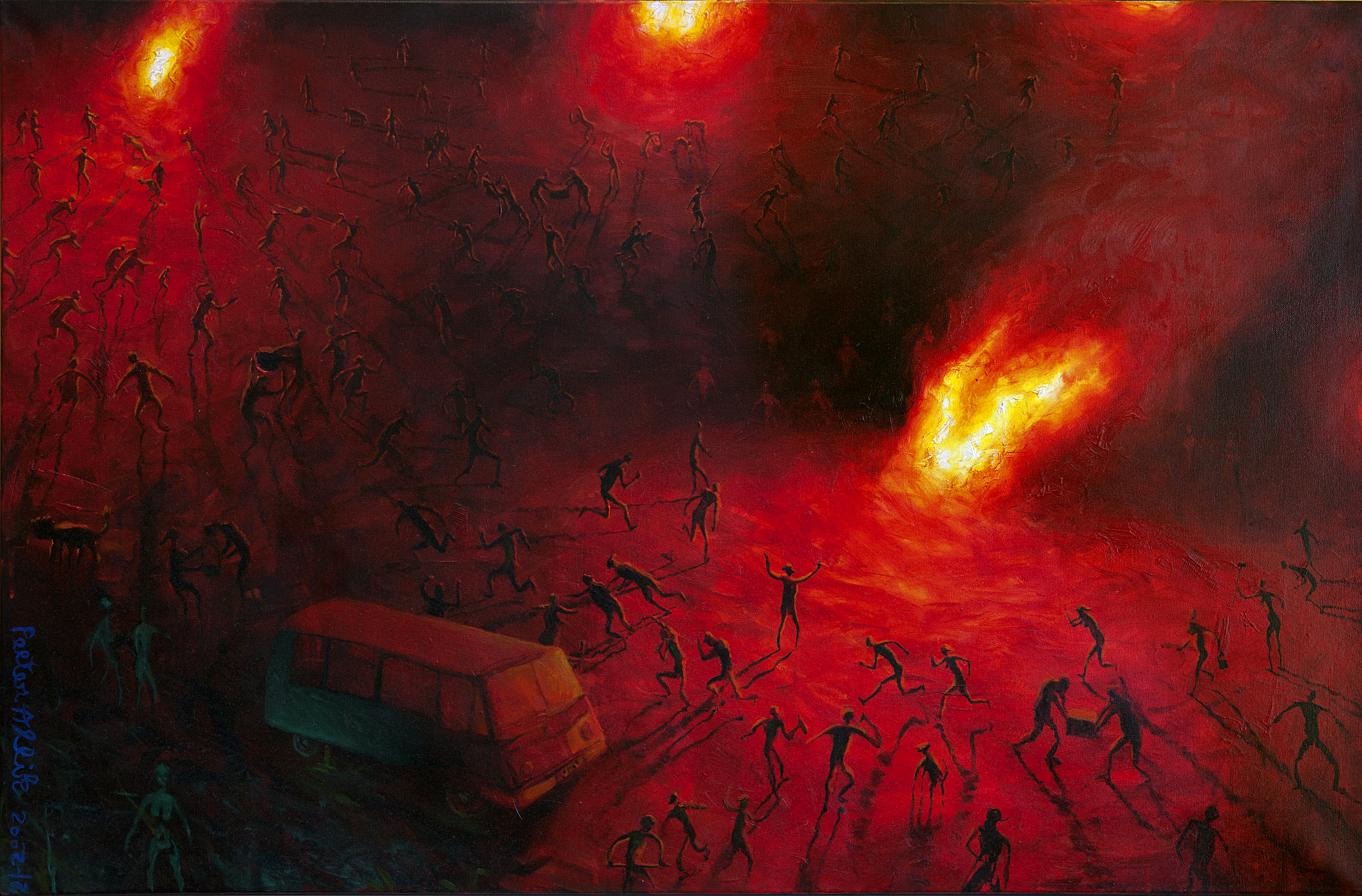
"Erastamisdokumentide põletamine", 2002
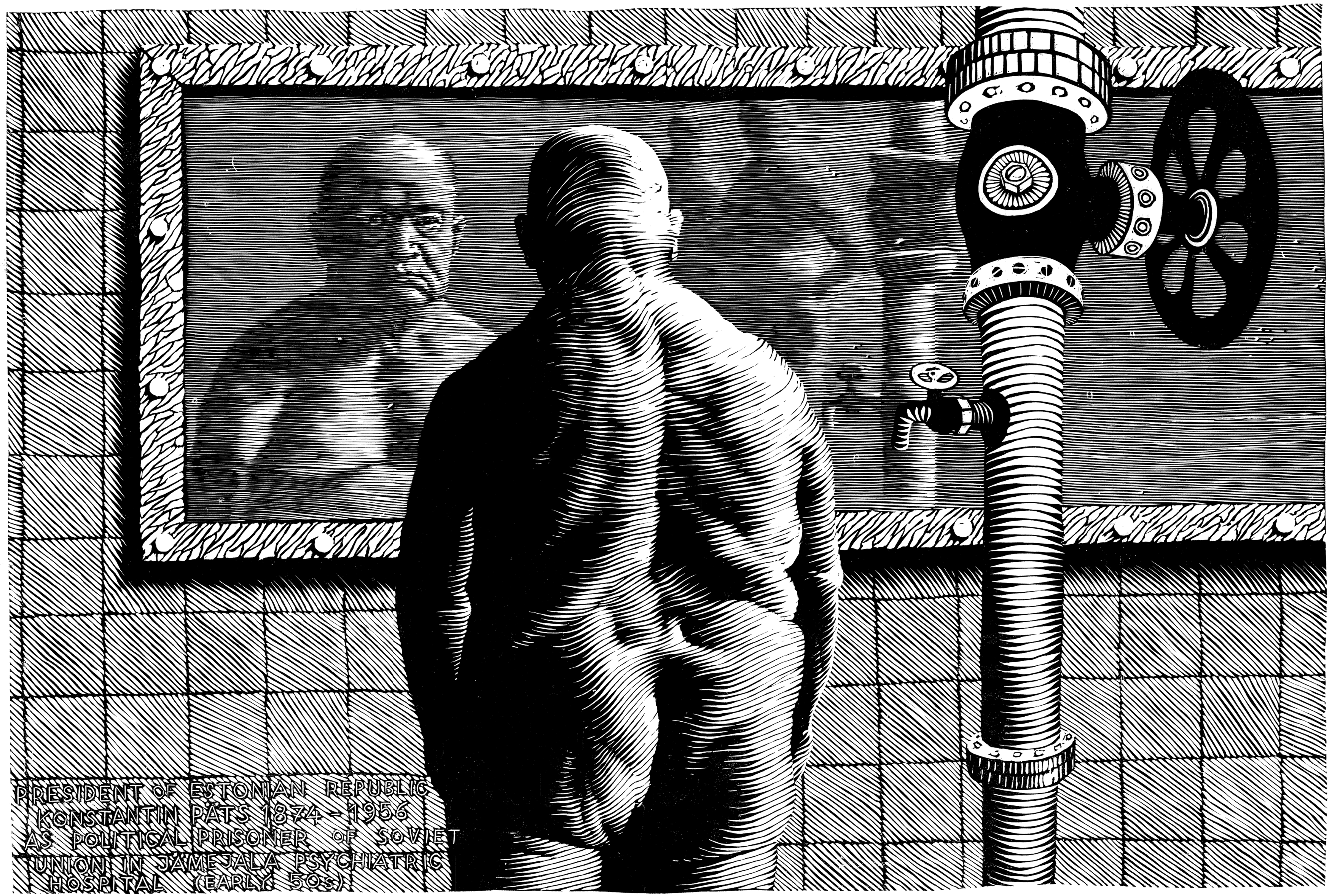
"Sündinud Nõukogude Liidus", 2002
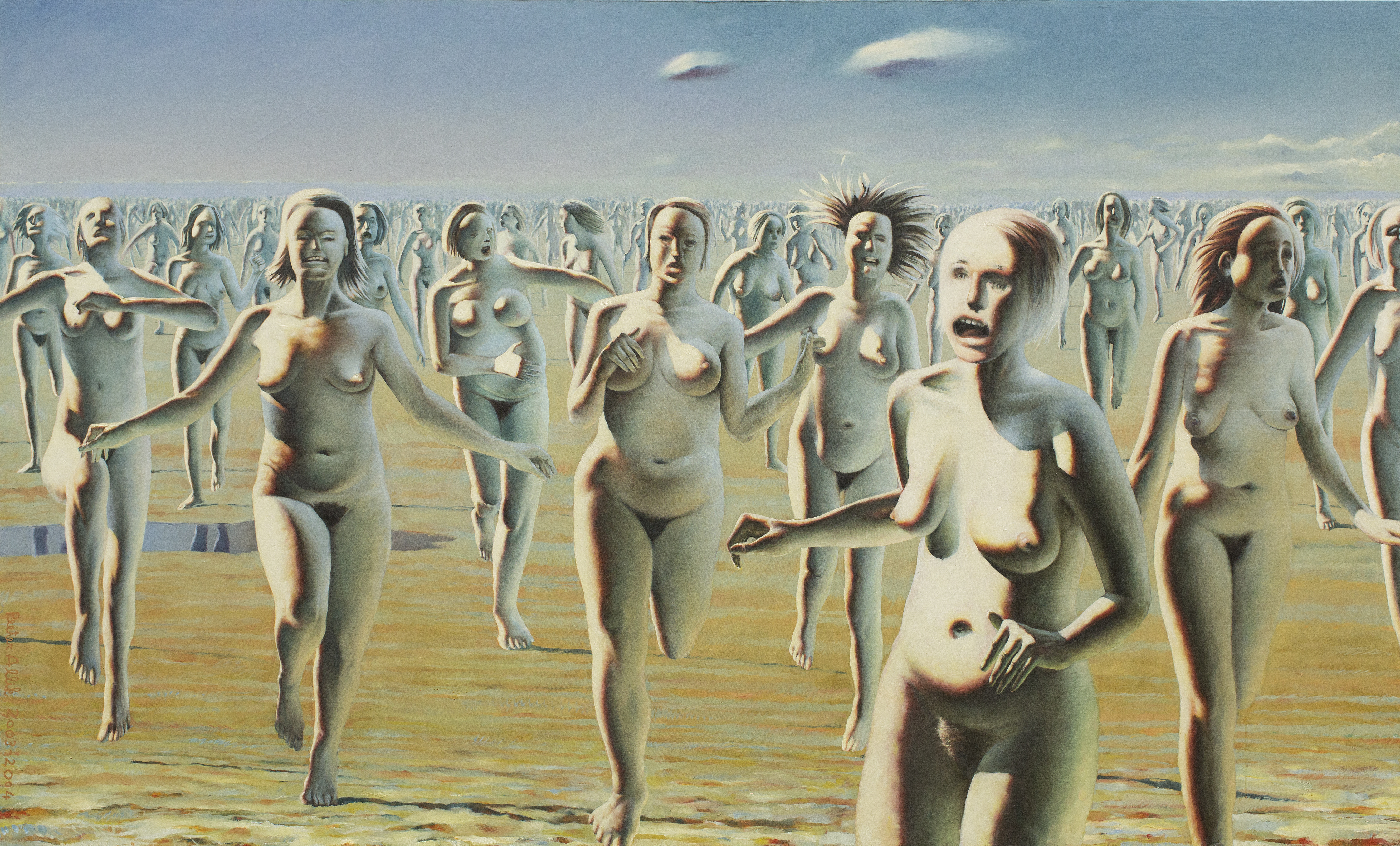
"Naised jooksevad", 2003-2004